# Néjia Ben Mabrouk
Néjia Ben Mabrouk (Túnez, 1 de julio de 1949) es una guionista y directora de cine tunecina, conocida por su trabajo en la galardonada película Sama y en el documental The Gulf War... What next?. 

## Biografía
Ben Mabrouk nació en El Oudiane (Túnez) en 1949 y estudió en un internado en Sfax. A muy temprana edad, se familiarizó con el cine europeo y se unió al club de cine local. Con respecto a sus planes de carrera al crecer, ella explica: 

En ese momento no quería hacer mis propias películas, quizás porque no había modelos de mujeres como cineastas. Todos los directores eran hombres; para mí, como mujer joven, por lo tanto, la opción más obvia era contar historias a través de la escritura. Soñaba con escribir novelas. 
 Durante sus años universitarios, Ben Mabrouk primero estudió francés en la Universidad de Túnez, aunque tuvo que dejarlo después de algunos semestres por razones económicas.  
En 1972 comenzó a estudiar cine en el INSAS, en Bruselas y en 1976, escribió y dirigió la película A su servicio para su proyecto de graduación y posteriormente, entró a  trabajar como aprendiz para RTBF.
Su educación cinematográfica se basó en gran medida en películas documentales críticas.   

## Carrera
De 1979 a 1980, Ben Mabrouk comenzaría a escribir el guion de su primer largometraje, Sama (El rastro). La película se terminó en 1982, pero una disputa con la productora SATPEC retrasó el lanzamiento de la película hasta 1988. Sama ganó el Premio Caligari en el Festival Internacional de Cine de Berlín de 1989.
Esta película contiene elementos autobiográficos de la vida de Ben Mabrouk y cuenta la historia de una joven tunecina que busca una educación, que finalmente encuentra exiliándose en Europa.
Escribió y dirigió un segmento de quince minutos titulado "En busca de Chaima" para el documental The Gulf War... What next? (1991), investigando el impacto de la guerra en mujeres y niños. También ha escrito el guion de su segundo largometraje, titulado Nuit à Tunis (Noche en Túnez).